# Robert P. Mills
Robert Park Mills (Missoula, 10 de febrero de 1920 - 8 de febrero de 1986) fue un escritor, editor y agente literario estadounidense adscrito a los géneros de la ciencia ficción y fantasía.
Mills fue el redactor jefe de Ellery Queen's Mystery Magazine a inicios de 1948 y The Magazine of Fantasy & Science Fiction desde sus inicios en 1949, y luego asumió el cargo de director tras la renuncia de Anthony Boucher en 1958. En 1958, durante el proceso de venta de EQMM llevada adelante por Mercury Press a BG Davis, Mills se mantuvo brevemente dentro del personal durante la transición y siguió editando Mercury Mystery Book-Magazine hasta su cierre. 
Entre 1957 y 1958 desempeñó también el cargó de editor en Venture Science Fiction Magazine. Bajo el mando de Mills, F&SF ganó tres Premios Hugo a la mejor revista (en 1959, 1960 y 1963). También editó varios volúmenes Best of basados en el contenido de F&SF además de otras antologías.

## Obras

### Series de antologías
- Best From F&SF
  - 9 The Best from Fantasy and Science Fiction: Ninth Series (1960).
  - 10 The Best from Fantasy and Science Fiction, Tenth Series (1961).
  - 11 The Best from Fantasy and Science Fiction, Eleventh Series (1962).
- F & SF Anniversary Anthologies
  - A Decade of Fantasy and Science Fiction (1960).
  - Twenty Years of the Magazine of Fantasy and Science Fiction (1970) con Edward L. Ferman

### Antologías
- The Worlds of Science Fiction (1963)

### Ficción corta
- The Last Shall Be First (1958)

### Serie de ensayos
- Venturings (Science Fiction Magazine)
  - Venturings (Science Fiction Magazine, enero de 1957).
  - Venturings (Science Fiction Magazine, marzo de 1957).
  - Venturings (Science Fiction Magazine, mayo de 1957).
  - Venturings (Science Fiction Magazine, julio de 1957).
  - Venturings (Science Fiction Magazine, septiembre de 1957).
  - Venturings (Science Fiction Magazine, noviembre de 1957).
  - Venturings (Science Fiction Magazine, marzo de 1958) con Alfred Bester.

### Ensayos
- Introduction (A Decade of Fantasy and Science Fiction) (1960).
- Introduction (The Best from Fantasy and Science Fiction: Ninth Series) (1960).
- Introduction (The Best from Fantasy and Science Fiction: Eleventh Series) (1962).
- Introduction (The Worlds of Science Fiction) (1963).
- Afternotes (fecha desconocida).